# 금새우난초
금새우난초는 석곡아과에 딸린 여러해살이풀이다.
금새우난, 노랑새우난초라고도 부른다. 한국에서는 제주도, 울릉도, 안면도, 전남 지방에 분포하며, 대만과 일본에도 분포한다.

## 사진

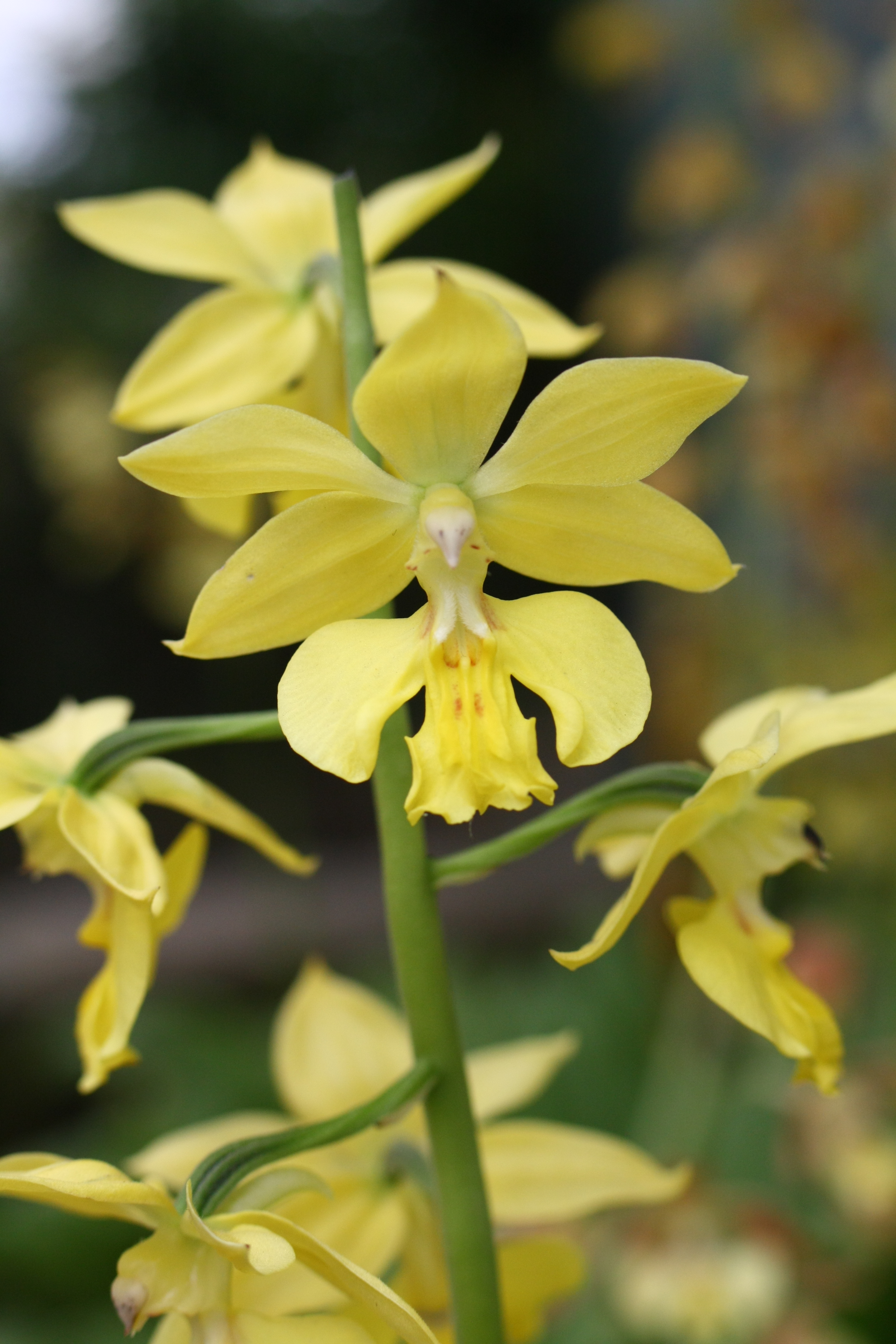
꽃
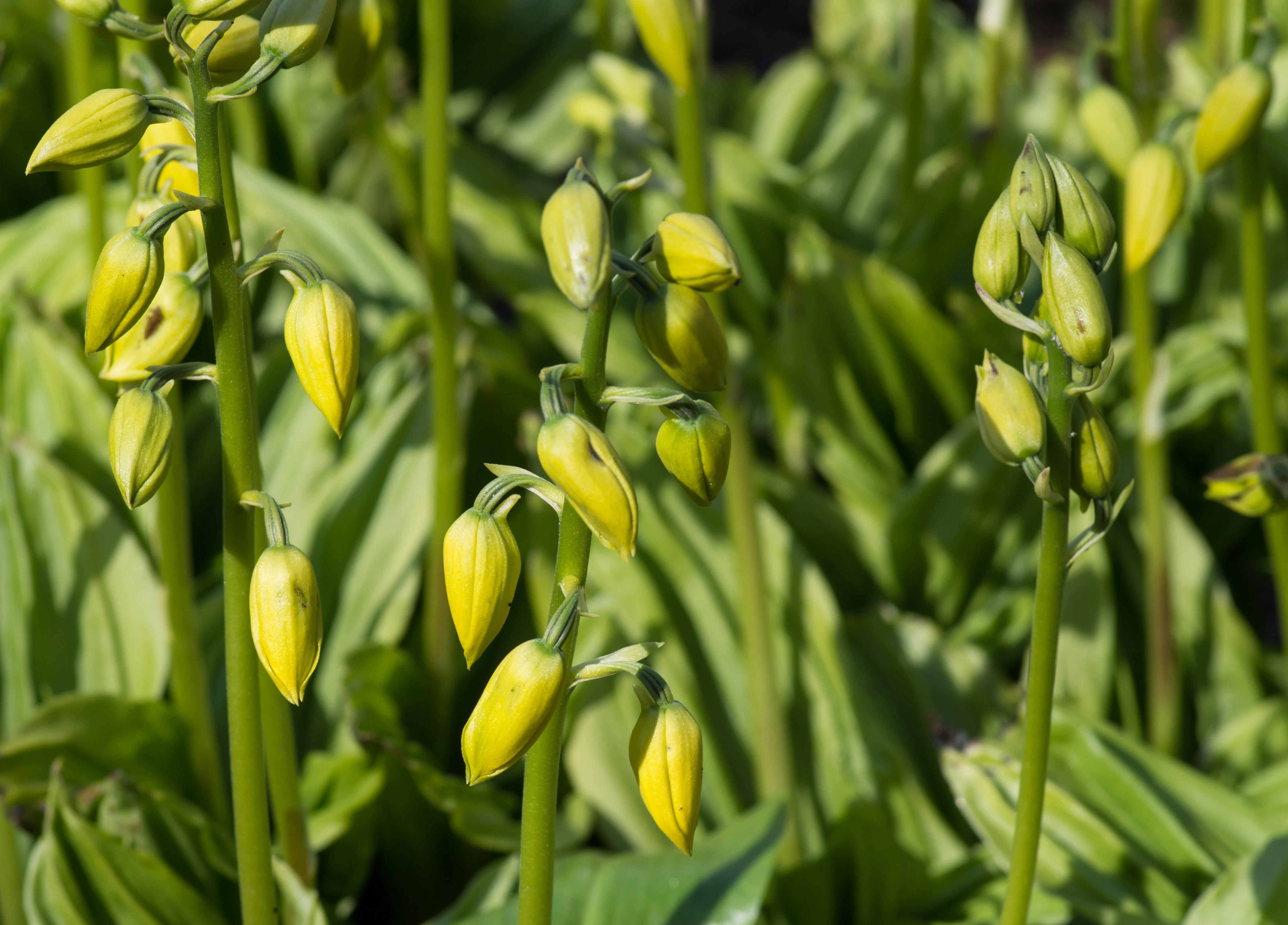
꽃망울